# 卑詩新民主黨
卑詩新民主黨（英語：New Democratic Party of British Columbia，簡稱BC NDP）是加拿大卑詩省的主要政黨之一，現時為該省的執政黨。該黨以中間偏左政黨的姿態參政，政治理念為社會民主主義。自2024年起，卑詩省政壇由新民主黨及中間偏右的卑詩保守黨分庭抗禮。由1990年代至2020年代，主要對手為同樣是中間偏右的卑詩自由黨。該黨為聯邦新民主黨的省級分支，黨員同時隸屬省級和聯邦層面的新民主黨。
該黨於1933年成立，當時為合作社聯邦聯合會，簡稱（CCF）的卑詩省分支，並於1961年隨著其聯邦政黨重組更名為卑詩新民主黨。成立不久便迅速成長為卑詩省的重要政黨，在1933年至1972年間，除1937至1942的五年間，一直為卑詩省議會的官方反對黨。在1972年省選中，時任黨領戴夫．巴雷特帶領新民主黨贏得過半議席，首次上台執政。然而，新民主黨於1975年省選中敗於社信黨，恢復在野黨地位。在1991年至2001年間，新民主黨重回執政黨地位，卻於2001年省選中大敗予自由黨。直到2017年，在賀謹的領導下組成少數政府，並於2020年省選後重奪議會多數議席。2022年，賀謹因健康原因從黨領及省長職位上請辭，由尹大衛接替。
歷年來，共有7位黨領曾擔任卑詩省省長，先後為：戴夫．巴雷特、哈葛、簡嘉年、苗禮義、杜新志、賀謹，以及現任黨領尹大衛。

## 歷史

### 成立及早期發展（1933-1951）
1933年，在經濟大蕭條的陰霾下，社會重建聯盟及其它附屬組織合組成為合作社聯邦聯合會（卑詩省分部）（Co-operative Commonwealth Federation (British Columbia Section)），並在同年的省選中贏取7個議席，成為官方反對黨。及至1935年，卑詩社會黨也與這新政黨進一步合併。
1936年，屬於溫和派的時任黨領羅伯特．康奈爾牧師由於理念分歧被開除黨籍。此事件引致原有7名省議員的黨團分裂，當中3名省議員支持康奈爾，並另組社會建設黨，使原來的黨團剩下3人，並於餘下會期失去官方反對黨地位。在1937年省選中，社會建設黨全軍覆沒，而合作社聯邦聯合會則重奪7個議席，略遜於卑詩保守黨，無法重回官方反對黨的席位。
此後，哈羅德·溫治接替康奈爾成為黨領，並領導該黨直到1950年代。
1930年代間，合作社聯邦聯合會的崛起以及加拿大西部興起的社會信用運動開始對加拿大持續已久的兩黨制做成威脅。1944年，在薩斯喀徹溫省成功上台執政，在卑詩省的支持度也日漸上升。因此在1941年省選後，由於該屆選舉沒有任何政黨能單獨取得過半議席，卑詩自由黨與卑詩保守黨遂合組聯合政府，以阻止合作社聯邦聯合會取得政權。在聯合政府執政的十年間，合作社聯邦聯合會一直為議會最大反對黨。

### 在野黨時期（1951-1972）
1951年，聯合政府宣告解體，當時政府在省大選中引入排序複選制，讓選民能夠選擇首兩名屬意的候選人。他們本來期望保守黨的選民會把自由黨候選人列為其次選，反之亦然，從而把處於第三黨地位的合作社聯邦聯合會排除在外。然而，使他們意想不到的是第四黨—卑詩社會信用聯盟也開始嶄露頭角。
在1952年省選中，自由黨及保守黨雙雙落敗，分別只取得6席及4席，淪為議會第三及第四大黨。出乎意料地，社會信用聯盟成為了新選舉制度下的最大得益者。當時，很多非的選民把社信聯列為其首選或次選，使其成為議會最大黨，而則以一席之差緊隨其後。選後，W.A.C.本納德獲選為社信聯的黨領，成為新任省長。
1953年3月，議會通過了對社會信用黨的不信任動議，溫治認為合作社聯邦聯合會應該獲准組閣執政，以免需要重選議會。然而自由黨不願支持組閣，因此省督決定照樣舉行大選。
1953年省選後，本納德帶領社信黨勝出過半議席組成多數政府，而自由黨與保守黨則被邊緣化，成為無關緊要的小黨。在整個20世紀50年代，正值冷戰形勢最為激烈之時，本納德以「紅色恐慌」的策略，稱為「社會主義的遊民」，成功在這十年間壓制該黨。
1960年，與加拿大勞工大會合併為新黨（New Party），再於翌年更名為新民主黨。在隨後的十年間，本納德繼續以紅色恐慌策略擊敗羅拔．史贊及湯瑪士．伯格領導下的新民主黨。

### 首度執政（1972-1975）
在黨領戴夫．巴雷特的領導下，卑詩新民主黨於1972年省選中贏取38席，壓倒社信黨首度上台執政。短時間內，新政府通過了大量新法案，包括成立卑詩保險公司、引入農業保留地來保護農地供應，以及在省議會中增設答問時段。此外，新民主黨還引入了資產增值稅，並削減對大學的資助。然而，社信黨釐清了帳目，揭示了省政府負債累累，令新民主黨飽受抨擊。
1975年，巴雷特決定提前省選。然而，新民主黨在選舉中敗於由前省長本納德之子比爾．本納德帶領下的社信黨，恢復在野黨地位。在巴雷特執政的三年間，勞工關係、公共服務及社會福利均推行了重大改革，其中不少措施一直延續至1983年政府緊縮開支才遭廢止。

### 重新下野（1975-1991）
在自由黨及保守黨雙雙被邊緣化下，新民主黨於1979年省選中奪得歷來最高的得票率，取得46%的普選票，但仍然不敵於社信黨。而在1983年省選，支持率略降，而巴雷特也於翌年辭任黨領，交棒予鮑勃·史蓋利。
1986年，新民主黨在選前民調名列前茅，有望擊敗社信黨重奪執政地位。然而，史蓋利在競選活動中屢次失言，而社信黨新黨領溫德心卻憑藉其個人魅力及口才挽回失地。最終新民主黨仍然屈居第二，維持反對黨地位。

### 哈葛時期（1991-1996）
自1991年起，新民主黨邁進了其長達9年半的執政時期，於1991年及1996年兩次省選中均取得多數席位。
1991年，執政社信黨黨領溫德心因捲入利益衝突醜聞而宣佈下台，並拖累社信黨民望，加上卑詩自由黨黨領韋爾信在辯論中的出色表現，因此瓜分了同屬中間偏右的社信黨的選票。最終，自由黨取得33%的普選票，而社信黨則只剩下25%的得票率。而新民主黨在前溫哥華市長哈葛領導下以41%支持率贏取51席，重奪執政地位。
哈葛在其執政的首兩年推行的政策大多富有社會民主主義色彩，包括增加福利開支以及福利率。然而在1993年，其政府戲劇性地向右傾，在一次於全省廣播的電視演講裡大力抨擊「福利騙子、遊手好閒的人和社會害蟲」。隨後兩年間他開展福利制度改革，其中一些政策與同期於亞省和安省執政的進步保守黨政府相近。
有些人把這些緊縮政策歸因於時任聯邦自由黨總理克里田大幅削減對卑詩省的轉移支付金額。當時，國會廢除了對於加拿大援助計劃的權利法案，其中得到食物及住屋的權利不再被視為基本人權。與安省和亞省不同的是，卑詩省政府的福利政策轉向服務中低收入的家庭並引入育兒補助金。然而，這些改革並不為當時的扶貧運動及卑詩綠黨所樂見，甚至新民主黨在1997年的黨大會中通過譴責這些福利改革。
在哈葛政府推出卑詩福利金的三個月前，他與省內環保組織發生了持續日久的衝突。哈葛將克拉闊特灣——位於溫哥華島上的一個環境敏感區——從全省通用的土地使用衝突調解程序中豁免，引發當地原住民大力反彈，並發起堵路抗議，導致逾800人被捕。此後，一些著名環保行動領袖如大衛·鈴木和歌蓮·麥高利與新民主黨漸行漸遠，在1996年省選中轉為支持綠黨。
雖然哈葛在其執政歲月中大部分時間民望低迷，但其在卡里布地區一起原住民侵佔農地事件中採取強硬態度，重新獲得了公眾支持。在1995年的古斯塔夫森湖對峙事件中，新上任的律政廳長杜新志帶領卑詩省史上最大規模的警察行動，嘗試奪回控制權。當時，皇家騎警動用了加拿大軍方提供的裝甲車，然而軍方拒絕介入接管局勢。皇家騎警動用了反車輛地雷，並對示威者發射了數千枚子彈。僵局最終在耗時一個月後和平解決，部分示威者遭起訴。
然而，新民主黨於1996年陷入“泵波拿事件”（Bingo-gate）的政治醜聞。新民主黨本來挾持著平息對峙事的的威望而民望高企。然而在原定宣佈大選的三日前，皇家騎警突然搜查了新民主黨的辦公室，發現前國會議員及內閣廳長斯圖皮奇涉嫌挪用從泵波拿遊戲收取作慈善用途的捐款撥歸黨機關。哈葛本人雖然沒有置身其中，但仍宣佈下台以示政治問責。

### 簡嘉年時期（1996-1999）
在哈葛辭職下台後，原就業及投資廳長簡嘉年接任黨領。於1996年省選中，新民主黨在民調中本來落後卑詩自由黨，但簡嘉年在競選期間表現出色，力保不失。在選舉期間，他以「站在你的一方」為競選口號，重新團結新民主黨的傳統盟友，並把自由黨黨領、前溫哥華市長金寶爾描繪成大企業的馬前卒和危險的右翼份子，例如金寶爾承諾會將卑詩鐵路私有化，簡嘉年則指此舉為支持大企業的政策。最後，雖然新民主黨只有39%的得票率，比自由黨的42%低3個百分點，卻因社信黨崩潰後，政治光譜同屬中間偏右的卑詩改革黨及進步民主同盟的分薄了自由黨的票源，使自由黨只能取得33席。而新民主黨則在39個選區中勝選，使其能保住執政黨地位。
選舉結束後，簡嘉年政府仍然難以有效發揮領導作用，簡嘉年好鬥的風格使一群曾為其助選的勞工領袖與黨內核心漸行漸遠。不久後，有人發現省政府在1995-1996及1996-1997財政年度並不如簡嘉年在選舉中所說的收支平衡，而是出現了約1億加元的財政赤字，使政府陷入醜聞。當時，卑詩審計總長發表報告，指出財政廳長在估計收入數字時「並不符合負責任及審慎的財政規劃原則」。
數年間，新民主黨的支持者慢慢向綠黨與自由黨流失。綠黨的支持度由1997年末的5%升至1998年秋季的11%。而1997年末，自由黨的支持率高達43%，遠高於新民主黨的24%。而簡嘉年本人也一直醜聞纏身，以致其1999年引咎辭職，黯然下台。
1990年代末，政府推行快速渡輪項目，在卑詩省內為卑詩渡輪建造三艘，以縮短來往溫哥華及乃磨的交通時間。然而項目嚴重超支，完工日期一再延誤，渡輪投入服務後的表現亦不如預期。新渡輪的性能比起原來的船隊也大打折扣，不僅其車輀運載能力下降，渡輪在超過2.5（8.2英尺）的浪高下也無法運行。
最終，省府以低價出售該三艘總造價達4.54億加元的快速渡輪。
1999年，簡嘉年本人也捲入「賭場門」（Casinogate）事件中，重創其公眾形象。當時，簡嘉年被指以其政治影響力促成本拿比市向一家賭場發出牌照。而該賭場的負責人正是簡嘉年的鄰居，其更曾為簡嘉年進行過家居裝修。同年3月，警方突襲搜查簡嘉年的住所。此後，政府內部也開始出現分歧，其中律政廳長杜新志與財政廳長麥菲也對簡嘉年繼續執政的合法性提出質疑，簡嘉年最終於同年8月21日辭職。案件於2002年審結，簡嘉年在全部控罪均獲判無罪。
簡嘉年下台後，當時省議會內最資深的議員苗禮義接替其出任臨時黨領。當時，杜新志、省議員葉運時及前自由黨黨領韋爾信均有意競逐黨領之位。然而，韋爾信在黨員投票前不足一小時宣佈退選，轉而支持葉運時。最終，杜新志仍以769票壓過得549票的葉運時，晉身成為下一任省長，也成為了加拿大首位印裔省長。

### 杜新志時期（2000-2001）
在杜新志上任之初，民調顯示新民主黨支持率只餘15%，因此政府希望利用杜新志的個人滿意度在餘下一年內來挽回聲望。期間，政府在扶貧及環保議題上作出了不少讓步，希望能尋求更多盟友，挽回更廣泛的支持。
杜新志雖然盡量延遲大選，冀望在選前重建新民主黨低迷的民望，但直至2001年4月宣佈大選前，新民主黨的支持率仍僅僅超過兩成。種種跡象均顯示新民主黨在此屆選舉毫無勝算，杜新志因此罕有於選前一周便宣佈落敗，並懇求選民投票支持新民主黨成為官方反對黨，在省議會中制衡自由黨。然而，新民主黨仍然兵敗如山倒，得票率只有22%，在省議會的79席中只能保住2席，分別為麥菲與代表溫哥華快樂山選區的關慧貞，而杜新志自己也未能連任。而自由黨則以58%得票率全取其餘77個議席，為歷屆省議會中最懸殊的議會分佈。選後杜新志辭任黨魁，並任命麥菲（Joy McPhail）擔任臨時黨魁。

### 重回反對黨及恢復時期（2001-2017）
由於當時的法律規定政黨必須至少擁有四席才能取得正式政黨地位，新任省長金寶爾最初並不願意向只有兩席的新民主黨授予該地位。不過，當時的議長列柱民（Claude Richmond）承認麥菲為反對黨領袖，並確保他們能取得正式政黨應有的資源。
即使麥菲在黨內支持度甚高，她卻出乎意料地沒有參與2003年的黨領選舉。當時有四名主要候選人角逐黨領之位，分別為前域多利教育局主席詹嘉路（Carole James）、橡樹灣市議員詹森、前省議員高樂（Leonard Krog）及柯澤頓，最終詹嘉路在兩輪投票當選黨領。
2004年末，新民主黨候選人貝振國（Jagrup Brar）在素里-全景嶺選區的補選中意外獲勝，使新民主黨黨團增加至三人。在此補選中，貝振國以過半得票力壓自由黨的候選人以及綠黨黨領柯愛娟，重奪了這個自1996年起便由自由黨控制的選區。
於2005年省選中，帶領新民主黨贏取33個議席，整體得票率更超越40%，為1991年以來的首次。2008年，新民主黨更接連在溫哥華-麗景選區及溫哥華-布勒選區的補選中勝選。2009年省選，新民主黨贏取35個議席，整體得票率為42%，稍遜自由黨的45%，票數差距僅有3500票。
2010年12月，資深黨員關慧貞公開批評詹嘉路的領導方式，並要求立刻舉行黨領選舉；詹嘉路於同月請辭，由白瞳恩（Dawn Black）出任臨時黨魁，至狄德安於2011年4月當選黨魁為止。
2013年省選前夕，新民主黨本來形勢大好，在選前民調中一度以20個百分點領先自由黨。然而，新民主黨在大選中卻未能壓倒自由黨，更較選前失掉兩個議席。狄德安於同年9月辭任黨魁，而賀謹則於2014年在無對手競爭的情況下自動當選黨魁，成為反對黨領袖。

### 賀謹及尹大衛時期（2017至今）
2017年省選，新民主黨和自由黨分別贏取41席和43席，而自由黨的總得票更比新民主黨僅僅多出1556票，為歷來最小差距。兩黨皆不能以多數政府姿態執政，遂成為懸峙議會之態。歷史性取得3席的卑詩綠黨遂成為關鍵少數。賀謹領導下的新民主黨於同年5月29日與時任卑詩綠黨黨領韋弗達成信任供給協議，讓新民主黨在綠黨的支持下於該屆省議會以少數政府姿態執政。這意味著綠黨在對新民主黨提出的不信任動議必須投下反對票，以免政府倒閣，但在其餘政府提出的議案中，綠黨均可以自由投票。
賀謹於同年6月29日在省議會向自由黨政府提出不信任動議，以44-42票通過，自由黨遂失去執政地位。卑詩省省督古喬恩隨後邀請賀謹籌組政府，新民主黨遂重拾執政權。
2020年9月21日，賀謹宣佈提早省選，以冀終結少數政府的局面。此公告一出立即引起各方抨擊，指此舉違反了與綠黨達成的協議，也有人質疑在疫情中舉辦選舉實為罔顧省民健康。記者更指出當時新民主黨民調看好，在此時舉行省選對新民主黨有極大優勢。最終在2020年省選中，新民主黨取得其史上最多的57席，賀謹成功以多數政府連任省長。
2022年6月，賀謹宣佈其將提早退休，並會於新民主黨選出其繼任人後正式請辭。同年10月，尹大衛在對手杜麗貞被取消資格下自動當選為新任黨領，並於11月18日履新為新任省長。

## 歷任黨領袖
註：*號代表臨時或代理黨領袖。

### 合作社聯邦聯合會時期
| # | 黨領袖        | 任期      | 備註                                                                |
| - | ------------- | --------- | ------------------------------------------------------------------- |
| 1 | 羅伯特‧康奈爾 | 1933-1936 | 1936年，康奈爾被逐出黨，3名省議員隨之退黨並與康奈爾另組社會建設黨。 |
| 2 | 哈羅德‧溫治   | 1937-1953 |                                                                     |
| 3 | 阿諾‧韋伯斯特 | 1953-1956 |                                                                     |
| 4 | 羅拔‧史贊     | 1956-1961 |                                                                     |

### 新民主黨時期
| #  | 黨領袖      | 任期      | 備註                          |
| -- | ----------- | --------- | ----------------------------- |
| 1  | 羅拔‧史贊   | 1961–1969 |                               |
| 2  | 湯瑪士‧伯格 | 1969–1970 |                               |
| 3  | 戴夫‧巴雷特 | 1970–1984 | 卑詩省第26任省長（1972–1975） |
| 4  | 鮑勃·史蓋利 | 1984–1987 |                               |
| 5  | 哈葛        | 1987–1996 | 卑詩省第30任省長（1991–1996） |
| 6  | 簡嘉年      | 1996–1999 | 卑詩省第31任省長（1996–1999） |
| *  | 苗禮義      | 1999–2000 | 卑詩省第32任省長（1999–2000） |
| 7  | 杜新志      | 2000–2001 | 卑詩省第33任省長（2000–2001） |
| *  | 麥菲        | 2001–2003 | 臨時黨領                      |
| 8  | 詹嘉路      | 2003–2011 |                               |
| *  | 白瞳恩      | 2011      | 臨時黨領                      |
| 9  | 狄德安      | 2011–2014 |                               |
| 10 | 賀謹        | 2014–2022 | 卑詩省第36任省長（2017–2022） |
| 11 | 尹大衛      | 2022-     | 卑詩省第37任省長（2022–）     |

## 選舉結果
| 選舉 | 黨領          | 議席    | +/−    | 排名   | 得票    | %      | 與上屆得票差距 | 執政                          |
| ---- | ------------- | ------- | ------ | ------ | ------- | ------ | -------------- | ----------------------------- |
| 1933 | 羅伯特‧康奈爾 | 7 / 47  | 不適用 | 第二   | 120,185 | 31.53% | 不適用         | 官方反對黨                    |
| 1937 | 懸空          | 7 / 48  | ━      | ▼ 第三 | 119,400 | 28.57% | ▼ 2.96%        | 第三大黨                      |
| 1941 | 哈羅德‧溫治   | 14 / 48 | ▲ 7    | ▲ 第二 | 151,440 | 33.36% | ▲ 4.79%        | 官方反對黨                    |
| 1945 | 哈羅德‧溫治   | 10 / 48 | ▼ 4    | ━ 第二 | 175,960 | 37.62% | ▲ 4.26%        | 官方反對黨                    |
| 1949 | 哈羅德‧溫治   | 7 / 48  | ▼ 3    | ━ 第二 | 245,284 | 35.10% | ▼ 2.52%        | 官方反對黨                    |
| 1952 | 哈羅德‧溫治   | 18 / 48 | ▲ 11   | ━ 第二 | 236,562 | 30.78% | ▼ 4.32%        | 官方反對黨                    |
| 1953 | 阿諾‧韋伯斯特 | 14 / 48 | ▼ 4    | ━ 第二 | 224,513 | 30.85% | ▲ 0.07%        | 官方反對黨                    |
| 1956 | 羅拔‧史贊     | 10 / 52 | ▼ 4    | ▼ 第二 | 231,511 | 28.32% | ▼ 2.53%        | 官方反對黨                    |
| 1960 | 羅拔‧史贊     | 16 / 52 | ▲ 6    | ━ 第二 | 326,094 | 32.73% | ▲ 4.41%        | 官方反對黨                    |
| 1963 | 羅拔‧史贊     | 14 / 52 | ▼ 2    | ▲ 第二 | 269,004 | 27.80% | ▼ 4.93%        | 官方反對黨                    |
| 1966 | 羅拔‧史贊     | 16 / 55 | ▲ 2    | ━ 第二 | 252,753 | 33.62% | ▲ 5.82%        | 官方反對黨                    |
| 1969 | 湯瑪士‧伯格   | 12 / 55 | ▼ 4    | ━ 第二 | 331,813 | 33.92% | ▲ 0.30%        | 官方反對黨                    |
| 1972 | 戴夫‧巴雷特   | 38 / 55 | ▲ 26   | ▲ 第一 | 448,260 | 39.59% | ▲ 5.67%        | 多數政府                      |
| 1975 | 戴夫‧巴雷特   | 18 / 55 | ▼ 20   | ▼ 第二 | 505,396 | 39.16% | ▼ 0.43%        | 官方反對黨                    |
| 1979 | 戴夫‧巴雷特   | 26 / 57 | ▲ 8    | ━ 第二 | 646,188 | 45.99% | ▲ 6.83%        | 官方反對黨                    |
| 1983 | 戴夫‧巴雷特   | 22 / 57 | ▼ 4    | ━ 第二 | 741,354 | 44.94% | ▼ 1.05%        | 官方反對黨                    |
| 1986 | 鮑勃·史蓋利   | 22 / 69 | ━      | ━ 第二 | 824,544 | 42.60% | ▼ 2.34%        | 官方反對黨                    |
| 1991 | 哈葛          | 51 / 75 | ▲ 19   | ▲ 第一 | 595,391 | 40.71% | ▼ 1.89%        | 多數政府                      |
| 1996 | 簡嘉年        | 39 / 75 | ▼ 12   | ━ 第一 | 624,395 | 39.45% | ▼ 1.26%        | 多數政府                      |
| 2001 | 杜新志        | 2 / 79  | ▼ 37   | ▼ 第二 | 343,156 | 21.56% | ▼ 17.89%       | 非正式政黨                    |
| 2005 | 詹嘉路        | 33 / 79 | ▲ 31   | ━ 第二 | 694,978 | 41.43% | ▲ 19.87%       | 官方反對黨                    |
| 2009 | 詹嘉路        | 35 / 85 | ▲ 2    | ━ 第二 | 691,342 | 42.14% | ▲ 0.71%        | 官方反對黨                    |
| 2013 | 狄德安        | 34 / 85 | ▼ 1    | ━ 第二 | 715,999 | 39.71% | ▼ 2.43%        | 官方反對黨                    |
| 2017 | 賀謹          | 41 / 87 | ▲ 7    | ━ 第二 | 795,527 | 40.28% | ▲ 0.57%        | 官方反對黨                    |
| 2017 | 賀謹          | 41 / 87 | ▲ 7    | ━ 第二 | 795,527 | 40.28% | ▲ 0.57%        | 少數政府 (由卑詩綠黨信任供給) |
| 2020 | 賀謹          | 57 / 87 | ▲ 16   | ▲ 第一 | 899,365 | 47.70% | ▲ 7.42%        | 多數政府                      |

## 外部連結
- 卑詩新民主黨官方網站（页面存档备份，存于）